# Нафиик, Ризана
Ризана Нафиик (4 февраля 1988 (согласно свидетельству о рождении) или 1982 (согласно паспортным данным) — 9 января 2013) — домработница из Саудовской Аравии родом из Шри-Ланки, обвинённая в убийстве (удушении) младенца, за которым ей поручили присматривать.
Обвинения отрицала, а также указывала на многочисленные нарушения в ходе следствия и судебного процесса. В частности, Нафиик утверждала, что на неё оказывалось давление со стороны родственников погибшего ребёнка и саудовской полиции. Кроме того, её защита утверждала, что на момент происшествия Нафиик была несовершеннолетней (что, согласно саудовским законам, исключает применение смертной казни), и для установления истинного возраста обвиняемой требовала проведения медицинской экспертизы, в которой судом было отказано.
Ризана Нафиик была признана виновной в убийстве и казнена в Саудовской Аравии путём обезглавливания 9 января 2013 года. Её казнь вызвала значительный общественный резонанс и осуждение со стороны властей Шри-Ланки. Азиатская комиссия по правам человека назвала казнь Ризаны «убийством».